# 스카이랜드 이스탄불 1

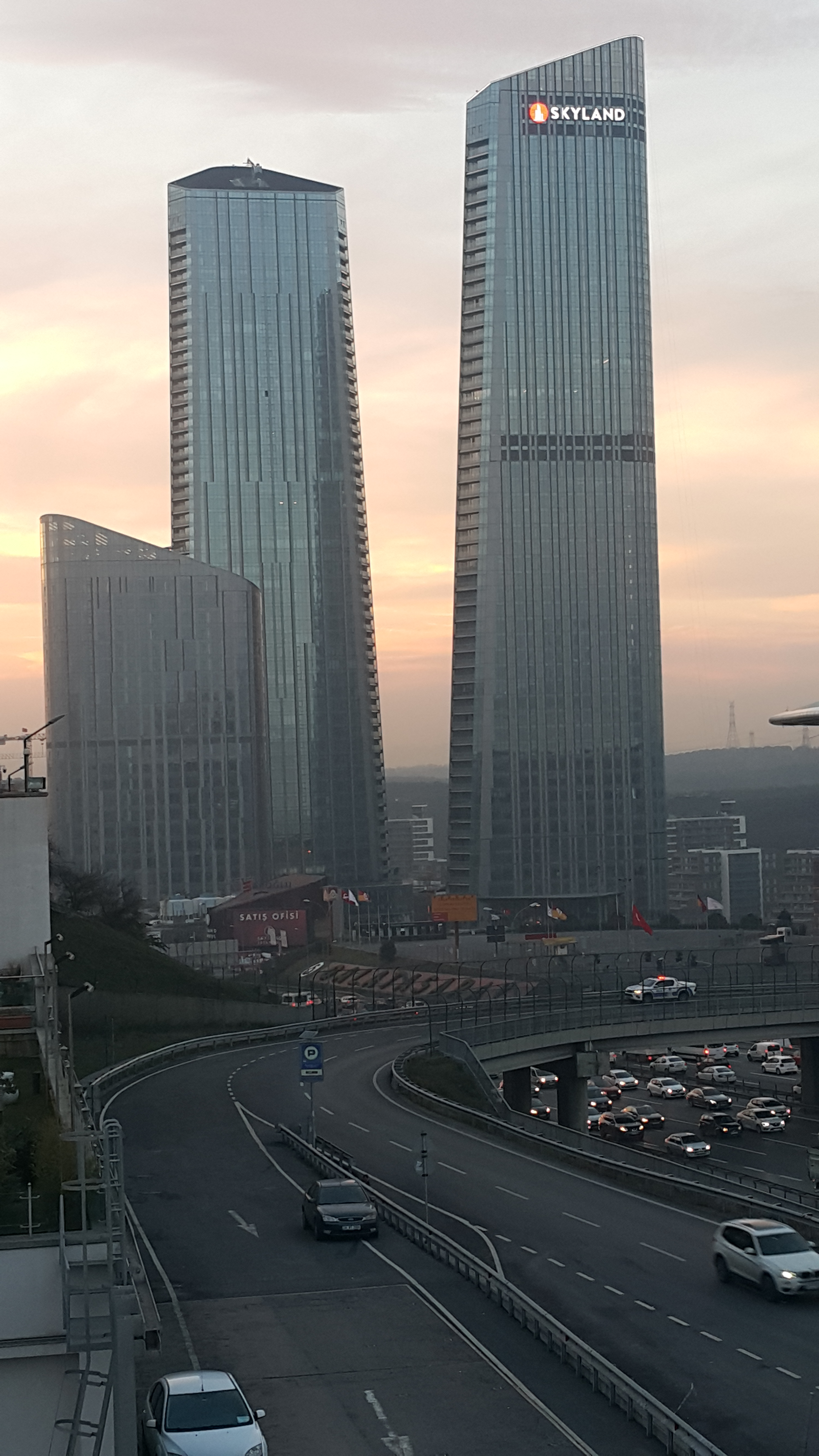

스카이랜드 이스탄불 1(Skyland İstanbul 1)은 터키 이스탄불에 위치한 복합건물이다. 높이는 284m이고, 65층이다.

## 같이 보기
- 튀르키예의 마천루 목록
- 유럽의 마천루 목록